# Lactoridaceae
Famille
Classification APG III (2009)
Répartition géographique
Les Lactoridaceae (les Lactoridacées) sont une famille de plantes à fleurs primitives de l'ordre des Piperales qui ne comprend qu'un seul genre Lactoris (en) et une seule espèce, Lactoris fernandeziana, endémique des îles Juan Fernandez au Chili.
Ce sont des arbustes à petites feuilles persistantes, producteurs d'huiles essentielles.

## Étymologie
Le nom vient de l'unique genre Lactoris de cette famille, dont le nom donné par le naturaliste chilien Rodolfo Philippi (1808-1904), vient du latin lact, lait, peut-être en référence au fait que la plante renferme un suc laiteux, comme le lactoris, nom vernaculaire donné par Pline l'Ancien (23-79 apr. J.-C.) pour désigner sans doute une euphorbe.

## Classification
La Angiosperm Phylogeny Website [28 février 2008] n'accepte pas cette famille et assigne cette espèce à la famille Aristolochiaceae.
La classification phylogénétique APG III (2009) accepte cette famille.
La classification phylogénétique APG IV (2016) assigne de nouveau l'espèce aux Aristolochiaceae.